# 拉脫維亞國家男子籃球隊
拉脫維亞國家男子籃球隊是拉脫維亞的國家男子籃球隊。拉脫維亞曾經是歐洲籃球強隊之一，獲得過第一屆歐洲籃球錦標賽的冠軍。在蘇聯時期，拉脫維亞也是蘇聯國家籃球隊主要的國手的主要出身地之一。然而在1990年代拉脫維亞從蘇聯獨立之後，拉脫維亞從未參加過世錦賽和奧運會的賽事。
2023年，透過世界盃歐洲區資格賽，首次參加2023年世界盃籃球賽即殺入最終八強，並擊敗義大利、立陶宛獲得隊史最佳的第五名。

## 外部連結
- 官方網站 （页面存档备份，存于） （拉脫維亞語）
- Latvia （页面存档备份，存于） FIBA 網站
- Latvian National Team - Men （页面存档备份，存于） at Eurobasket.com
- Latvia Basketball Records （页面存档备份，存于） at FIBA Archive